# Resseliella galegae
Resseliella galegae är en tvåvingeart som först beskrevs av Neacs(with line beneath, och fick sitt nu gällande namn av U 1971. Resseliella galegae ingår i släktet Resseliella och familjen gallmyggor.
Artens utbredningsområde är Rumänien. Inga underarter finns listade i Catalogue of Life.